# Светионик ДАДОВ
Светионик ДАДОВ је књига српског театролога Бошко Милина.
Књига  је објављена поводом 60 година од оснивања ДАДОВа. а. Аутор је у књизи сакупио и објавио сећања бицших и тренутних чланова и сарадника позоришта.

## О делу
У књизи своја сећања и лични значај рада у позоришту ДАДОВ представљају: Владимир Мијовић, Слободан Шуљагић, Горан Голоков, Кокан Младеновић, Даријан Михајловић, Предраг Стојменовић, Владан Ђурковић, Бојана Бабић, Димитрије Коканов, Галина Максимовић, Јелена Ђорђевић, Сара Радојковић, Тијана Грумић, Ана Григоровић, Исидора Гонцић, Југ Ђорђевић, Милан Нешковић, Тијана Васић, Андреја Даничић, Бранкица Себастијановић, Дејан Максимовић, Ђорђе Крећа, Ђорђе Стојковић, Ивана Дудић, Јана Милосављевић, Иван Балаћ и Јоаким Тасић.
У прилогу књиге  објављен је програм прославе 60. година постојања позоришта као и пратећа фото документација.